# El Corral (Atacama)
El Corral o Corral, también llamado El Corral de Valeriano para diferenciarlo de la localidad El Corral, es una localidad rural chilena ubicada en la Provincia del Huasco, Región de Atacama, al interior del Valle de El Tránsito. Que de acuerdo a su población es una entidad que tiene el rango de  caserío.

## Historia
Los antecedentes históricos de este villorrio son escasos. 
El origen de su nombre se debe a la ganadería existente en el valle y en gran medida al traslado de ganado vacuno desde Argentina hacia el Puerto de Huasco.
Su origen se remonta a poblaciones indígenas trashumantes que habitaron el Valle de El Tránsito, actividad tradicional que aún se mantiene.
En 1750 Don Fernando de Aguirre, Gobernador de Copiapó, ordena la mensura de las “Tierras de Indios de Guasco Alto”, acción que se realiza en febrero de ese año. La comisión realiza la mensura de tierras en el paraje que llaman El Corral el día 20 de febrero de ese año.
Para 1899 esta localidad era un paraje.

Corral (El).- Paraje del departamento de Vallenar en la parte superior del río de los Naturales y poco distante al E. de la aldea de la Pampa.
 Francisco Astaburuaga, 1899

En 1977 se construyó un Oratorio particular por Rufino Bordones Seriche y la Señora María Villegas Carril.  Desde el año 1977 se celebra el 16 de julio de cada año la Fiesta de la Virgen del Carmen, a la cual concurre familias de Albaricoque y Juntas de Valeriano. Sólo en 1985 asistió a la fiesta el padre Gerardo Papen.

## Turismo
La localidad de El Corral constituye el punto de partida para aventureros que realizan las expediciones a caballo hacia  Laguna Grande y  Laguna Chica en la Reserva Natural de los Huascoaltinos.

## Accesibilidad y Transporte
La localidad de El Corral se ubica a XX km al interior del poblado de El Tránsito y XX km del poblado de Alto del Carmen, capital de la comuna.
Existe servicio de transporte público de buses rurales que pueden ser consultados en el terminar rural del Centro de Servicios de la Comuna de Alto del Carmen, ubicado en calle Marañón 1289, Vallenar.
Si viaja en vehículo propio, no olvide cargar suficiente combustible en Vallenar antes de partir. No existen puntos de venta de combustible en la comuna de Alto del Carmen.
A pesar de la distancia, es necesario considerar un tiempo mayor de viaje, debido a que la velocidad de viaje esta limitada por el diseño del camino. Se sugiere hacer una parada de descanso en el poblado de Conay, El Tránsito y Alto del Carmen para hacer más grato su viaje.
El camino hasta El Corral (Ruta C-495) es transitable durante todo el año, sin embargo es necesario tomar precauciones en invierno debido a las lluvias y caída de nieve. Se sugiere informarse bien de las condiciones climáticas en el invierno o en periodos que la cordillera de Atacama se afecta muy eventualmente por el invierno altiplánico. Existe un control de vehículos en la avanzada de Carabineros de Chile en Conay.

## Alojamiento y Alimentación
En la comuna de Alto del Carmen existen pocos servicios de alojamiento formales en Alto del Carmen y en Chanchoquín Grande, se recomienda hacer una reserva con anticipación. En El Corral no existen servicios de alojamiento.
En las proximidades no hay servicios de campin, sin embargo se puede encontrar algunos puntos rurales con facilidades para los campistas en Conay, Albaricoque y en los alrededores de El Corral.
Los servicios de alimentación son escasos, existiendo en Alto del Carmen, Chanchoquín Grande y en El Tránsito algunos restaurantes. En El Corral no existen servicios de restaurantes.
En muchos poblados como en Los Tambos, Conay y Chollay hay pequeños almacenes que pueden facilitar la adquisición de productos básicos durante su visita.

## Salud, Conectividad y Seguridad
En la localidad de El Corral no cuenta con servicio de electricidad, ni iluminación pública.
El sector cuenta con una Estación Médico Rural en Juntas de Valeriano que abre ocasionalmente para atender a la comunidad. Las atenciones de salud permanente se realizan en la localidad de Conay
En El Corral no existe servicio de teléfonos públicos rurales. Tampoco existe señal para teléfonos celulares.
El Municipio cuenta con una red de radio VHF en toda la comuna en caso de emergencias incluidos Juntas de Valeriano y El Corral.